# Томас з Кантімпри
Томас з Кантімпри (лат. Thomas Cantipratensis, англ. Thomas of Cantimpré, Thomas Brabantinus; 1201 — 15 травня 1272) — фламандець, римо-католицький священник, богослов, письменник, проповідник.

## Біографія
Томас народився в родині знатного походження в Сінт-Пітерс-Леу близько Брюсселья, в Брабантському герцогстві в 1201 році, помер 15 травня 1272 року. У віці п'яти років його освіта почалася в Льєжі, де він провів одинадцять років освоюючи труднощі освіти тривіума і квадрівіума. У віці шістнадцяти років він отримав звичку жити за монашим Статутом святого Августина в абатстві Cantimpré, де він врешті-решт прийняв сан священика. 1232 році після п'ятнадцяти років роботи в Cantimpré, в ході якої він був постійним джерелом повчання для своїх релігійних братів, він увійшов в орден Святого Домініка в Левені, й також у Брабанті. Наступного року, він був відправлений в Кельн осягати більш високі богословські науки, під опікою знаменитого Альберта Великого. З Кельна, де він провів чотири роки, він відправився в Париж, в Домініканську Studium Сент-Джеймс, вдосконалюватися в науках і підготуватися до апостольства проповіді. Повернувшись до Лувена, в 1240 році,, він був зроблений професором філософії і теології. Він досяг також великого успіху в апостольстві проповіді. Його місіонерська діяльність поширюється на весь Брабант, і також в Німеччині, Бельгії та Франції.
У своєму творі «Bonum Universale de Apibus» (ii. 29, § 23) Томас описав один з найстаріших епізодів кривавого наклепу в історії Західної Європи. Розмірковуючи про один з випадків наклепи в Бельгії, він робить висновок про те, що євреї нібито кидали жереб на те, яка синагога повинна будить зробити вбивство християнина, щоб в подальшому поширити його кров серед інших синагог громади.

## Твори
Загалом, сім робіт належать перу Томаса з Cantimpré з медицини філософії, теології і агіології:
- Його перша значна праця мала назву «Liber Rerum Natura» Вона містить двадцять книг, на написання котрих він витратив приблизно п'ятнадцять років.
- Між 1257–1263 він написав «Bonum Universale де Apibus». Під алегорії на життя громади бджіл, він розглядає поведінку та обов'язки начальства і підлеглих. Ця робота, яка надихала багатьох духовних письменників протягом багатьох століть, була надрукованою в Девентері (до 1478 р.), в Парижі, і три рази в Дуе (1597, 1605, 1627).
- Vitam Christinae Діви Mirabilis dictae,
- Vitam Margaritae Iprensis,
- Vitam Piae Lutgardiae,
- Vitam Joannis abbatis monasterii Cantimpratensis in ejus Ecclesiae undatoris,
- Supplementum оголошення Vitam Б.

Mariae г' Oignies БМ Джакобо де Vitriaco Якоб ван Maerlant Ван дер Naturen Bloeme є голландський переклад De Natura Rerum, природної історії в двадцяти книгах Томаса Cantimpré.

## Liber Rerum Natura
«Liber Rerum Natura» (Про Природу речей) було написано в період близько 1230–1245 років. У цій енциклопедії Томас підсумовує фізичні знання його часу разом. Він описує людей, тваринне царство, флору, каміння, Метали, астрономічні явища, явища погоди й казкові істоти, які населяють регіони невідомої природи. Він використовував ці міфічні істоти, щоб зробити моральні зауваження для напоумлення. Все це покликано було бути введенням до фізичного і духовне буття людини. Ця енциклопедія складалася з двадцяти книг на наступні теми:
- 1. Анатомія людського тіла
- 2. Серце
- 3. Жахливі чоловіки з Сходу
- 4. Тварини, (чотириногі)
- 5. Птахи
- 6. Морські монстри
- 7. Риби
- 8. Змії
- 9. черв'яки, (комахи)
- 10. Дерева
- 11. Ароматичні і лікарські дерева
- 12. Властивості ароматичних і лікувальних рослин
- 13. Влада і джерела (письменники)
- 14. Дорогоцінні камені
- 15. Сім Металів
- 16. Сім небесних сфер
- 17. Сфери в Землі і сім планет
- 18. Рух повітря, (погода і вітер)
- 19. Чотири елементи
- 20. Eclipse і рух небесних тіл.

Написана на латинській мові енциклопедія Томаса була використана як основа для пізніших енциклопедій.